# میرن
شهر میرن   در ایالت ژنو در کشور سوئیس  واقع شده‌است که  ۱۹٬۳۰۰ نفر جمعیت دارد.